# Armando Melis de Villa
Armando Melis de Villa (Iglesias, 22 maggio 1889 – Torino, 27 aprile 1961) è stato un architetto e urbanista italiano.

## Biografia
Nato ad Iglesias il 22 maggio 1889, si laureò al Politecnico di Torino nel 1920. Operò in Torino come architetto occupandosi anche della realizzazione di alcuni padiglioni per l'Esposizione Nazionale Italiana di Architettura al Parco del Valentino del 1928, da solo ed anche assieme al gruppo GANT (Giovani Architetti Novatori Torinesi), che comprendeva oltre a Melis, Pietro Betta, Gino Levi Montalcini, Paolo Perona, Domenico Soldiero Morelli e Mario Passanti. Nel 1936 fu idoneo al Concorso Nazionale per la cattedra di Composizione architettonica presso il Politecnico di Torino, libero docente di Caratteri distributivi degli edifici nel 1937, poi anche idoneo al concorso nazionale per Caratteri degli edifici presso la Facoltà di Architettura di Roma nel 1948. Fu nominato professore straordinario di Caratteri distributivi degli edifici alla facoltà di Architettura di Torino nel 1954. Nel 1957 divenne professore ordinario. Il 1º novembre 1959 venne collocato fuori ruolo dall'insegnamento per limiti di età.
Fu tra i primi in Italia ad occuparsi, negli anni'20 e '30, dei temi urbanistici, sino a divenire membro effettivo dell'Istituto Nazionale di Urbanistica. Fondatore e direttore della rivista Urbanistica (1932-44), fu inoltre direttore della rivista L'Architettura Italiana (1933-1941). Redasse il Piano Regolatore di Verona (1932) in collaborazione con gli architetti Mario Dezzutti, Arturo Midana e Plinio Marconi, e quello di Verbania. 
Nel 1940 elaborò il piano particolareggiato della zona “Furia” di Vercelli, con la costruzione su suo progetto dell'edificio per abitazioni I.N.A. (progetto 1936, con ing. Bernocco),  e un analogo piano particolareggiato per Alessandria. A Torino si occupò della riqualificazione del secondo tratto di via Roma (1933 sgg.), con gli architetti Mario Dezzutti, Domenico Morelli, Maurizio De Rege e Felice Bardelli (secondo premio ex aequo al concorso, il primo non fu attribuito). Nel 1938 vinse il primo premio per il Piano regolatore di Alessandria. Negli anni '40 e '50 fu attivo nei dibattiti e nelle operazioni che portarono alla formulazione del nuovo Piano Regolatore per Torino e per la provincia. Tra le partecipazioni a commissioni pubbliche e le cariche in materia urbanistica ricordiamo: 1926-29, 1940-45, 1945-52: membro della Commissione igienico-edilizia di Torino; 1933, membro e relatore della giuria per il P.R. di Monza; 1935, membro e relatore delle Giurie per i P.R. di Aosta, di Vigevano e Pistoia; 1936, membro e relatore della Giuria per il P. R. di Bologna; 1939-45 fiduciario dell'I.N.U. per il Piemonte; 1948-52, presidente della sezione piemontese dell'I.N.U.; 1950, membro della giuria per il P. R. di Borgosesia. Nel 1932 vinse il 2º premio al concorso di architettura Falck con un progetto di grande magazzino di vendita a struttura metallica che rappresentò all'epoca un episodio interessante nella evoluzione tecnico-strutturale delle costruzioni. Vinse inoltre il concorso per la progettazione della sede del nuovo Politecnico al Valentino e diede la consulenza per la ricostruzione della stazione torinese di Porta Nuova.
In quarant'anni di lavoro ebbe una ricca produzione architettonica, non limitata soltanto a Torino ed al Piemonte, di cui diamo qui di seguito un elenco per quanto incompleto. Molto spesso si appoggiò, per le soluzioni tecniche, all'ingegner Bernocco. 
L'archivio dei disegni del suo studio è oggi presso il Politecnico di Torino, Facoltà di Architettura. La parte sopravvissuta delle carte di archivio è conservata nel Fondo Melis-Bertagna della Biblioteca di storia e cultura del Piemonte "Giuseppe Grosso" di Torino.

## Opere
- Aosta: Clinica privata
- Modena: Partecipazione al concorso per la nuova sede della Cassa di Risparmio di Modena, con un progetto firmato anche dagli ingegneri C. Corradini, D. Barbanti e E. Zanetti, 1933 (terzo premio).
- Novara: Nuovo carcere giudiziario (con gli ing. Bernocco e Baretti), 1940.
- Torino: 
  - Esposizione del 1928: ristorante dell'Alleanza Cooperativa, padiglione Sardo, padiglione dei Sindacati Fascisti, padiglione della Cooperazione, mutualità e previdenza, “Camera del ragazzo” nella Casa degli Architetti
  - Casa Koelliker in via Cavour angolo via Pomba, 1928
  - Sede della Società Reale Mutua Assicurazioni in via Corte d'Appello 11, 1933
  - Torre per la Società Reale Mutua di Assicurazioni (detta anche Littoria), grattacielo in struttura metallica di Piazza Castello, con l'edificio connesso sull'isolato Sant'Emanuele in Via Viotti, 1933-1934
  - Edificio per i servizi assistenziali delle “Fabbriche Riunite Industria Gomma” (“Superga”), in via Assisi 39,1938
  - Ponte sul Po a Moncalieri,1940 sgg..
  - Case in Corso Duca degli Abruzzi 32/34, (1948-1949, 1950-1951)
  - Case in via Giovanni da Verazzano 26, 1950-1952
  - Casa in via Barletta 50, 1953-1954
  - Casa Raveri in via Valentino Carrera
  - Casa S.C.E.I.A.T. in corso Re Umberto angolo corso Matteotti
  - Casa Ferrero Ventimiglia (via Nizza angolo via Chisola)
  - Casa in via Mombarcaro 13
  - Ospedale infantile "Koelliker"
  - Casa Vincenti in Strada Guido Volante
  - Edicole cimiteriali nel cimitero monumentale di Torino: Bardelli (scultore Gino Levi Montalcini), Calza-Battegazzorre, Camerati, Legnani (scultore Giuseppe Nori), Minella, Pagnacco, Poli (1934), Raballo (con scultore Pavesi), Zuffi (scultore Umberto Baglioni)

- Valsavarenche (Ao): Rifugio albergo alpino Vittorio Emanuele II al Gran Paradiso, con l'ing. Dumontel (1933)
- Vercelli: Edificio per abitazioni I.N.A. (progetto 1936, con ing. Bernocco).

## Pubblicazioni
- Torino qual è e quale sarà, con P. Betta, Torino 1927.
- Architettura, Torino 1936.
- Caratteri degli edifici, Torino 1939-1952.
- Profezia urbanistica della macchina, Milano 1944.
- Edifici per gli uffici, Milano 1948-1952.
- Studi, note tecniche, recensioni sulle riviste “Urbanistica”, “L'Architettura italiana”, “Casabella”, “Costruzioni”, “Stile”, “Edilizia moderna”.